# Jiří Janoš (činovník)
Jiří Janoš (23. února 1922 Brno – 24. dubna 2001 Praha) byl český právník, vzdělavatel, překladatel a sokolský činovník.

## Život
Narodil se v roce 1922 v Brně do sokolské rodiny podnikového právníka Baťových závodů. Jeho kmotrem byl Tomáš Baťa. Jako vzdělavatel patřil k organizátorům XI. všesokolského sletu v roce 1948. Do roku 1948 byl také nejmladším členem ústředního vzdělávacího sboru Československé obce sokolské. Později pracoval také jako tlumočník a překladatel na československém ministerstvu zahraničních věcí.
Po obnovení Sokola v roce 1990 se v jeho vedení jako právník angažoval v oblasti restitucí majetku Československé obce sokolské. V roce 1992 byl po Bořivoji Petrákovi zvolen starostou České obce sokolské. V roce 1993 po pochybnostech ohledně jeho vedení na seznamech spolupracovníků Státní bezpečnosti zveřejněné prostřednictvím Cibulkových seznamů ze zdravotních důvodů rezignoval na svůj post. Po jeho soudním očištění v soudním řízení, které konstatovalo jeho neoprávněné vedení ve svazcích Státní bezpečnosti jako agent, se v roce 1995 po dvouleté pauze opět vrátil to funkce starosty Sokola. V letech 1995 až 1998 byl zároveň starostou nového Světového svazu sokolstva. V roce 1998 byl do čela Sokola zvolen jeho nástupce Miloslav Pleskač. Jiří Janoš zemřel 14. dubna 2001 v Praze.